# Norbert Brinkmann (Politiker)
Norbert Brinkmann (* 6. April 1912 in Trier; † 28. April 1997 in Saarbrücken) war ein deutscher Ministerialbeamter, Unternehmer und Politiker (CDU) im Saarland.

## Leben
An der Ludwig-Maximilians-Universität München begann Brinkmann Rechtswissenschaft, Volkswirtschaft und Betriebswirtschaft zu studieren. 1932 wurde er Mitglied des Corps Isaria. Als Inaktiver wechselte er an die  Rheinische Friedrich-Wilhelms-Universität und die Universität zu Köln. 1938 wurde er in Köln zum Dr. iur. promoviert. Nach der Großen juristischen Staatsprüfung war er im Justizdienst in Euskirchen, Bonn und Koblenz sowie beim Oberfinanzpräsidium Nürnberg angestellt. Er trat zum 1. Mai 1933 der NSDAP bei (Mitgliedsnummer 2.041.921). 1938 wechselte er ins Reichswirtschaftsministerium, wo er zuletzt als Regierungsrat in der Devisen- und Außenhandelsabteilung tätig war. Ab 1946 war er Gesellschafter eines mittelständischen Familienbetriebes. 1960 übernahm er den Vorstandsvorsitz der Feuer- und Lebensversicherungsanstalten Saarland, von 1968 bis 1974 war er außerdem Vorstandsvorsitzender der Landesversicherungsanstalt des Saarlandes.
Nach der Ablehnung des Europäischen Saarstatuts im Oktober 1955 und den darauf folgenden Neuwahlen wurde Brinkmann als Minister für Wirtschaft, Verkehr, Ernährung und Landwirtschaft in das Kabinett Ney (1956–1957) berufen. Gleichzeitig hatte er die Position des stellvertretenden Ministerpräsidenten inne. Während seiner Amtszeit war er an den Verhandlungen zum Vertrag von Luxemburg beteiligt und begann die Vorbereitungen für die Wiedereingliederung des Saarlandes in den deutschen Wirtschaftsraum. Außerdem setzte er die Rückgabe der Völklinger Hütte an die Familie Röchling durch. Dem Landtag des Saarlandes gehörte Brinkmann von 1960 bis 1965 sowie von 1966 bis 1970 – als Nachrücker von Josef Schmitt – an und war dort Vorsitzender des Wirtschafts- und Verkehrsausschusses.